# Генерал-аншеф
Генерал-аншеф (рус. генерал-аншеф, фр. général en chef) је био војни чин II класе у Табели рангова Руске Империје.
Према „Војничком статуту“ из 1716, он је био главнокомандујући са чином равним генерал-фелдмаршалу. Налазио се на челу „конзилијума генерала“. Од 1740. је био пуни генерал, са рангом нижим од генерал-фелдмаршала.
Цар Павле I Петрович је 29. новембра 1796. замијенио чин генерал-аншефа са одговарајућим чиновима по родовима војске: генерал пјешадије, генерал коњице, генерал артиљерије и инжењер-генерал.